# ミハウ・ドヴォジンスキ
ミハウ・ドヴォジンスキ（ポーランド語: Michał Dworzyński, 1978年11月19日 - ）は、ポーランドの指揮者。
ブィドゴシュチュに生まれる。ワルシャワ音楽院でアントニ・ヴィトのクラスに在籍する傍らで、カーク・トレヴァーや葉聡の指揮法ワークショップに参加し、ハンス・アイスラー大学でクリスティアン・エーヴァルトの薫陶を受けた。15歳で指揮者として初舞台を踏み、1995年から1999年まで地元のサロン・オーケストラを指揮した。2000年から2002年までポーランド国立放送交響楽団の補助指揮者となり、小澤征爾、ダニエル・バレンボイム、イェジー・マクシミウク、カジミエシュ・コルトらの指導を受けた。2003年のマタチッチ国際指揮者コンクール優勝、2005年のスウォン国際指揮者コンクール第2位。2006年のドナテラ・フリック指揮コンクールでの優勝など、世界的な指揮者コンクールで優等な成績を収め、2006年から2008年までロンドン交響楽団の副指揮者を務めた。2007年にダニエル・ハーディングの代役としてロンドン交響楽団を指揮したのをきっかけに、世界各地のオーケストラに客演するようになった。2012年から翌年までシュチェチン・フィルハーモニー管弦楽団の首席指揮者を務め、2013年からクラクフ・フィルハーモニー管弦楽団の首席指揮者に就任した。